# MCW Southern Tag Team Championship
El MCW Southern Tag Team Championship fue un título por parejas de la Memphis Championship Wrestling desde 2000 hasta el cierre de la promoción en 2002.

## Historia
| Luchador:                                             | Reinados: | Fecha:                  | Lugar:                  | Notas: |
| ----------------------------------------------------- | --------- | ----------------------- | ----------------------- | --- |
| MCW Southern Tag Team Championship                    |           |                         |                         | |
| The Hart Dynasty (The Blue Meanie & Jim Neidhart)     | 1         | 26 de febrero de 2000   | Memphis, Tennessee      | Meanie y Neidhart fueron los dos últimos hombres en quedar en una batalla real y fueron declarados como los primeros campeones. |
| Todd Morton & Bull Pain                               | 1         | 12 de abril de 2000     | Robinsonville, Misisipi | |
| The Mean Street Posse (Joey Abs & Rodney)             | 1         | 24 de mayo de 2000      | Tunica, Misisipi        | |
| The Kingpins                                          | 1         | 26 de julio de 2000     | Memphis, Tennessee      | |
| The Mean Street Posse (Joey Abs & Rodney)             | 2         | 12 de agosto de 2000    | Jackson, Misisipi       | |
| The Dupps (Bo & Jack Dupp)                            | 1         | 28 de octubre de 2000   | Jonesboro, Arkansas     | |
| The Triad (Seven & Thrash)                            | 1         | 18 de noviembre de 2000 | Newbern, Tennessee      | Derrotó a Jack Dupp y Joey Abs, quien sustituía a Bo Dupp.                                                                      |
| American Dragon & Spanky                              | 1         | 1 de diciembre de 2000  | Manila, Arkansas        | |
| The Dupps                                             | 2         | 13 de enero de 2001     | Corinth, Misisipi       | |
| The Haas Brothers (Charlie Haas & Russ Haas)          | 1         | 21 de febrero de 2001   | Jonesboro, Arkansas     | Derrotó a Spanky y Shooter Schultz, quien sustituía a American Dragon.                                                          |
| The Island Boyz (Ekmo & Kimo)                         | 1         | 25 de mayo de 2001      | Marmaduke, Arkansas     | |
| The Haas Brothers (Charlie Haas & Russ Haas)          | 2         | 25 de mayo de 2001      | Marmaduke, Arkansas     | Derrotó a The Island Boyz y a Joey Matthews & Christian York, en una triple amenaza por parejas.                                |
| The Island Boyz (Ekmo & Kimo)                         | 2         | 1 de junio de 2001      | Marmaduke, Arkansas     | |
| The Haas Brothers (Charlie Haas & Russ Haas)          | 3         | 1 de junio de 2001      | Marmaduke, Arkansas     | Derrotó a The Island Boyz y a Joey Matthews & Christian York, en una triple amenaza por parejas.                                |
| A.P.A. (Bradshaw & Faarooq)                           | 1         | 13 de junio de 2001     | Poplar Bluff, Misuri    | |
| The Island Boyz (Ekmo & Kimo)                         | 3         | 14 de junio de 2001     | Jonesboro, Arkansas     | |
| El título fue abandonado cuando la MCW cerró en 2002. |           |                         |                         | |